# Mesosaimia robusta
Mesosaimia robusta är en skalbaggsart som beskrevs av Stefan von Breuning 1938. Mesosaimia robusta ingår i släktet Mesosaimia och familjen långhorningar. Inga underarter finns listade i Catalogue of Life.